# 2539 Ningxia
2539 Ningxia (1964 TS2) là một tiểu hành tinh vành đai chính được phát hiện ngày 8 tháng 10 năm 1964 bởi Đài thiên văn Tử Kim Sơn ở Nanking.